# Барон Гленартур
Барон Гленартур из Карлунга в графстве Айршир — наследственный титул в системе Пэрства Соединённого королевства. Он был создан 27 июня 1918 года для шотландского бизнесмена сэра Мэтью Артура, 1-го баронета (1852—1928). 10 января 1903 года для него был создан титул баронета из Карлунга в графстве Эйршир. Название баронского титула происходило от присоединения девичьей фамилии своей матери «Глен» к отцовской фамилии «Артур».
Мэтью Артур был старшим сыном купца из Глазго Джеймса Артура, который основал Arthur & Company Limited. Первоначально Джеймс Артур занимался бизнесом с домом Фрейзер. Мэтью Артур был родственником сэра Томаса Глен-Коутса, 1-го баронета (1846—1922).
По состоянию на 2025 год носителем титула являлся его правнук, Саймон Марк Артур, 4-й барон Гленартур (род. 1944), который стал преемником своего отца в 1976 году. Он занимал ряд должностей в консервативной администрации Маргарет Тэтчер, а сейчас является одним из девяноста двух избранных наследственных пэров, которые остались в Палате лордов после принятия Акта Палаты лордов 1999 года.

## Бароны Гленартур (1918)
- 1918—1928: Мэтью Артур, 1-й барон Гленартур  (9 марта 1852 — 23 сентября 1928), старший сын Джеймса Артура из Карлунга (1819—1885)[1]
- 1928—1942: Джеймс Сесил Артур, 2-й барон Гленартур  (2 июня 1883 — 11 декабря 1942), единственный сын предыдущего[2]
- 1942—1976: Мэтью Артур, 3-й барон Гленартур  (12 мая 1909—1976), единственный сын предыдущего[3]
- 1976 — настоящее время: Майор Саймон Марк Артур, 4-й барон Гленартур  (род. 7 октября 1944), старший сын предыдущего[4]
  - Наследник титула: достопочтенный Эдвард Александр Артур (род. 9 апреля 1973), единственный сын предыдущего[5].